# Suresnes
Suresnes je grad i općina u zapadnom dijelu pariškog predgrađa. Nalazi se 9,3 kilometara zapadno od središta Pariza. Imao je 49.145 stanovnika od 2016. Najbliže općine su Nanterre, Puteaux, Rueil-Malmaison, Saint-Cloud i Boulogne-Billancourt.
Znamenitosti Suresnesa uključuju Mémorial de la France combattante i Suresnes American Cemetery and Memorial, kao i bolnicu Foch u središtu grada.

## Obrazovanje
Kampus poslovne škole SKEMA Business School nalazi se u Suresnesu.